# Етра
Вижте пояснителната страница за други значения на Етра.
Етра (на старогръцки: Αἴθρα, Aethra or Aithra) в древногръцката митология е дъщеря на Питей, царят на Трезен, синът на Пелопс. Тя е сестра на Хениоха.
Тя е съпруга на Егей и майка (според други източници с Посейдон) на Тезей.
Той, с помощта на Пиритой, отвлича Елена и я дава на майка си. Диоскурите освобождават Елена, пленяват Етра и я завеждат в Троя като робиня.
След завладяването на града нейните внуци, синовете на Тезей, Демофонт и Акамант, я разпознават между другите военни робини и чрез молби към Елена я освобождават. Според Хигин тя по-късно се самоубива от мъка за смъртта на синовете си.